# Lusi (langue)
Pour les articles homonymes, voir lusi.
Le lusi (ou kaliai) est une des langues ngero-vitiaz, parlée par 2 000 locuteurs sur la côte nord-ouest de la province de Nouvelle-Bretagne occidentale. Elle est différente du kove.